# Kinetična energija
Kinétična energíja je energija, ki jo ima telo zaradi svojega gibanja. Izračunamo jo lahko kot delo, potrebno, da telo spravimo v gibanje. Izračunano kinetično energijo po splošni ali izpeljani formuli({\displaystyle W_{k}}={\displaystyle {mv^{2} \over 2}})dobimo v merski enoti džul(J).
Rezultat kinetične energije(v J), je odvisen od mase(m) in hitrosti(v).

## Kinetična energija v klasični mehaniki
Točkasto telo se lahko giblje le translacijsko, s čimer je povezana translacijska kinetična energija:
{\displaystyle W_{k}={\frac {1}{2}}mv^{2}\!\,.}
Pri tem je m masa telesa, v pa njegova hitrost.
Telesa, ki niso točkasta, se lahko tudi vrtijo okrog svoje osi. S tem je povezana vrtilna ali rotacijska kinetična energija
{\displaystyle W_{k}={\frac {1}{2}}J\omega ^{2}\!\,.}
Pri tem je J vztrajnostni moment telesa, ω pa njegova kotna hitrost.
V splošnem lahko vsako gibanje togega telesa razstavimo na translacijsko gibanje ter vrtenje okrog lastne osi, zato lahko njegovo kinetično energijo izračunamo kot vsoto translacijske kinetične energije težišča ter vrtilne kinetične energije pri vrtenju okrog osi, ki prebada težišče.

### Izpeljava kinetične energije
Delo, ki ga opravi točkasto telo pri pospeševanju v infinitezimalnem časovnem intervalu dt, je dano kot skalarni produkt sile in premika prijemališča sile (poti):
{\displaystyle A={\vec {\mathbf {F} }}\cdot d\mathbf {s} ={\vec {\mathbf {F} }}\cdot ({\vec {\mathbf {v} }}dt)=m{\frac {d{\vec {\mathbf {v} }}}{dt}}\cdot ({\vec {\mathbf {v} }}dt)=md{\vec {\mathbf {v} }}\cdot {\vec {\mathbf {v} }}\!\,.}
Masa {\displaystyle m} je pri tem konstantna. S pravilom za odvod (skalarnega) produkta je:
{\displaystyle d({\vec {\mathbf {v} }}\cdot {\vec {\mathbf {v} }})=(d{\vec {\mathbf {v} }})\cdot {\vec {\mathbf {v} }}+{\vec {\mathbf {v} }}\cdot (d{\vec {\mathbf {v} }})=2({\vec {\mathbf {v} }}\cdot d{\vec {\mathbf {v} }})\!\,.}
Velja naprej:
{\displaystyle md{\vec {\mathbf {v} }}\cdot {\vec {\mathbf {v} }}={\frac {m}{2}}d({\vec {\mathbf {v} }}\cdot {\vec {\mathbf {v} }})={\frac {m}{2}}d(v^{2})\!\,}
in:
{\displaystyle W_{k}=\int {\frac {m}{2}}{\frac {d}{dt}}(v^{2})dt={\frac {m}{2}}\int {\frac {d}{dt}}(v^{2})dt={\frac {1}{2}}mv^{2}\!\,.}
Tu je {\displaystyle d(v^{2})} popolni diferencial, ki je odvisen le od končnega stanja, ne pa kako je telo vanj prišlo.
Za toga telesa velja:
{\displaystyle W_{k}=\int {\frac {v^{2}dm}{2}}=\int {\frac {(r\omega )^{2}dm}{2}}={\frac {\omega ^{2}}{2}}\int r^{2}dm={\frac {\omega ^{2}}{2}}J={\frac {1}{2}}J\omega ^{2}\!\,.}

## Kinetična energija v relativistični mehaniki
V posebni teoriji relativnosti navadno označujemo kinetično energijo s črko T. Kinetična energija delca z maso m, ki se giblje s hitrostjo v, je definirana kot razlika polne in lastne energije:
{\displaystyle T=W-W_{0}=mc_{0}^{2}\left[{\frac {1}{\sqrt {1-{\frac {v^{2}}{c_{0}^{2}}}}}}-1\right]}
Pri tem je W polna energija, W0 lastna energija in c0 hitrost svetlobe v praznem prostoru.
Kinetična energija je sestavljena iz dveh členov, od katerih je prvi - polna energija - komponenta vektorja četverca gibalne količine, drugi - lastna energija - pa skalar.

## Kinetična energija v kvantni mehaniki
V kvantni mehaniki ustreza kinetični energiji operator kinetične energije, ki deluje v prostoru valovnih funkcij. Definiramo ga posredno prek operatorja gibalne količine:
{\displaystyle {\hat {T}}={\frac {{\hat {p}}^{2}}{2m}}}